# E.T. Jones
Evan Thomas Jones (Holbeck, 7 maggio 1850 – Leeds, 3 marzo 1904) è stato un nuotatore britannico.

## Biografia
Dopo aver preso parte a molte gare di nuoto a livello mondiale, divenne più volte campione del mondo di nuoto .
Jones partecipò alla gara di nuoto dei 4000 m stile libero ai Giochi olimpici di Parigi del 1900, dove fu eliminato nella terza semifinale.